# Чумаков, Фёдор Петрович
Фёдор Петро́вич Чумако́в (рус. дореф. Өедоръ Петровичъ Чумаковъ, фр. Théodore Tchoumakoff; 1823, Санкт-Петербург, Российская империя — 16 января 1911, Париж, Третья Французская республика) — русский живописец и рисовальщик, большую часть жизни работавший во Франции. Представитель салонного академизма, жанрист и портретист, главным образом известный многочисленными изображениями женских головок. Академик Императорской Академии художеств (с 1852).

## Биография
Родился в Санкт-Петербурге в военной семье. По желанию родителей изначально готовился к сценической карьере; в 1834 году поступил в Театральное училище, одновременно с этим посещал рисовальные классы Академии художеств. В возрасте семнадцати лет Чумаков в 1840 году перевёлся в Академию художеств и стал пенсионером Общества поощрения художеств. Там же его заметили профессора живописи К. П. Брюллов и П. В. Басин, он стал вольноприходящим учеником Басина в классе исторической живописи.
В 1847 году ему были присуждены две (большая и малая) серебряные медали, за этюды стариков. Тогда же, известный собиратель картин, почт-директор Ф. И. Прянишников приобрёл его работу, портрет старушки, который впоследствии был передан в картинную галерею Румянцевского музея.
В 1849 году, на выставке академии художеств он выставил свои работы: «Женский портрет», «Антиквария», «Голова старика» и «Головка девочки».
В 1850 году он был вынужден из-за болезни прекратить свои занятия в академии и, удостоенный звания художника с правом на чин XIV класса, в том же году уехал в Италию, где прожил больше года, а затем возвратившись в Петербург, представил в 1852 году на академическую выставку две картины: «Вакханка» и «Девушка из Албано». По правилам дореформенной академии, совет профессоров признал возможным дать Фёдору Петровичу звание академика.
Впоследствии художник специализировался на женских портретах и особенно «головках», которые в то время имели такой же успех, как и головки К. Е. Маковского.
В 1857 году он снова уехал за границу, объездил всю Европу и поселился в Париже, где стал постоянным экспонетом Салона.
Несколько раз его работы обращали на себя исключительное внимание французской критики, а в 1865 году французское правительство приобрело его картину «Истязание Спасителя». Несколько его работ были приобретены президентом Академии художеств великой княгиней Марией Николаевной, во время посещения парижской мастерской художника.
В 1866 году он привез в Санкт-Петербург большую картину «Спаситель и богач», которая была приобретена императором Александром II и пожалована академическому музею; в 1914 году, по желанию Николая II, картина была подарена в собрание создававшегося художественного музея в Херсоне, откуда уже в 1956 году была передана в Верещагинский музей в Николаеве.
В 1868 подал прошение в совет академии о получении звания профессора за начатую картину «Распятие Спасителя» (ныне в Музее истории религии в Петербурге), однако звания удостоен не был.
До своих последних дней Фёдор Петрович жил почти безвыездно в Париже, где писал почти исключительно портреты и идеальные головки молодых женщин во вкусе Греза. Где в январе 1911 года скончался в больнице от ожогов, полученных от опрокинутой лампы.
Произведения художника находятся во многих музейных собраниях, в том числе в Государственной Третьяковской галерее, Научно-исследовательском музее Российской Академии художеств и других.

## Галерея

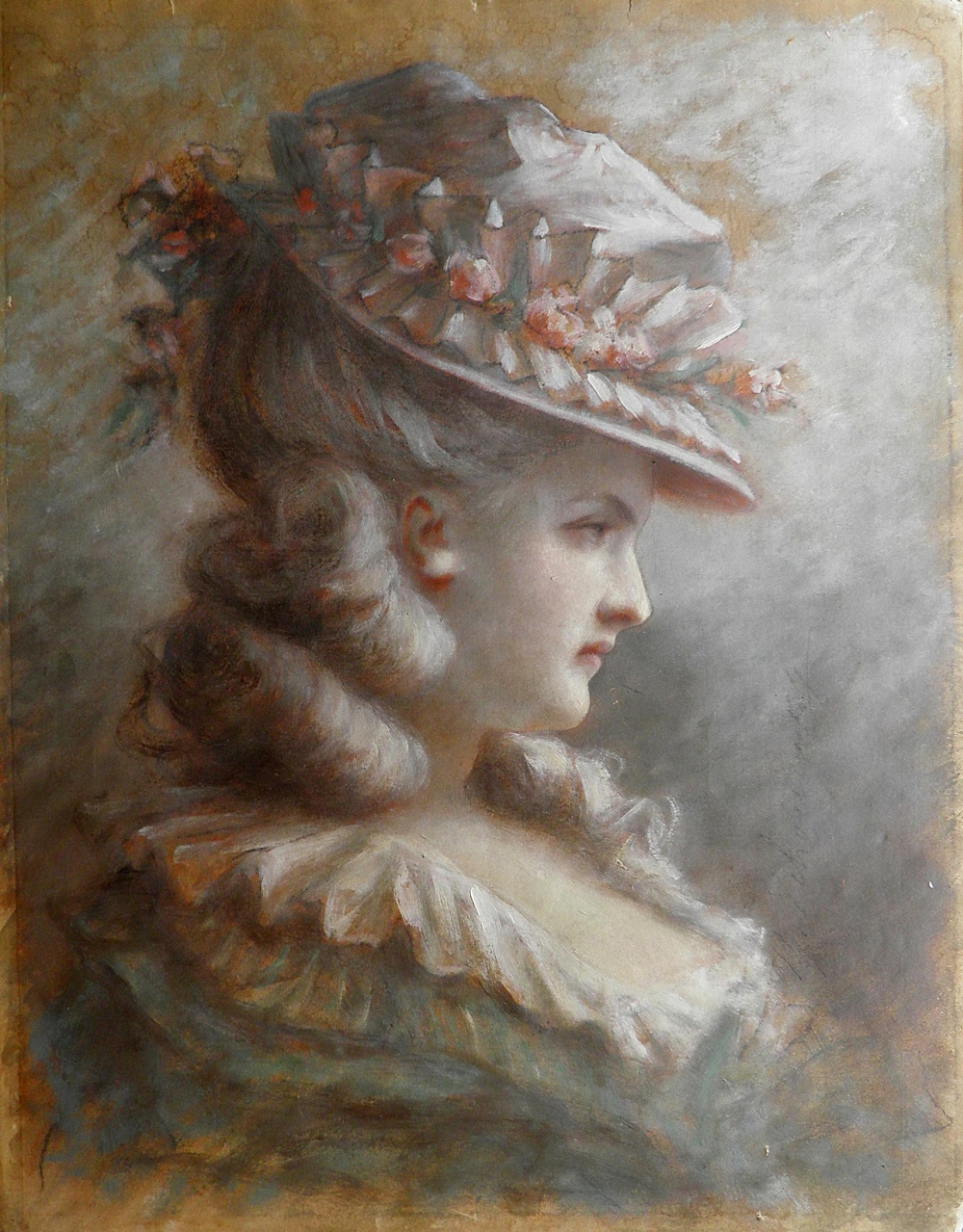
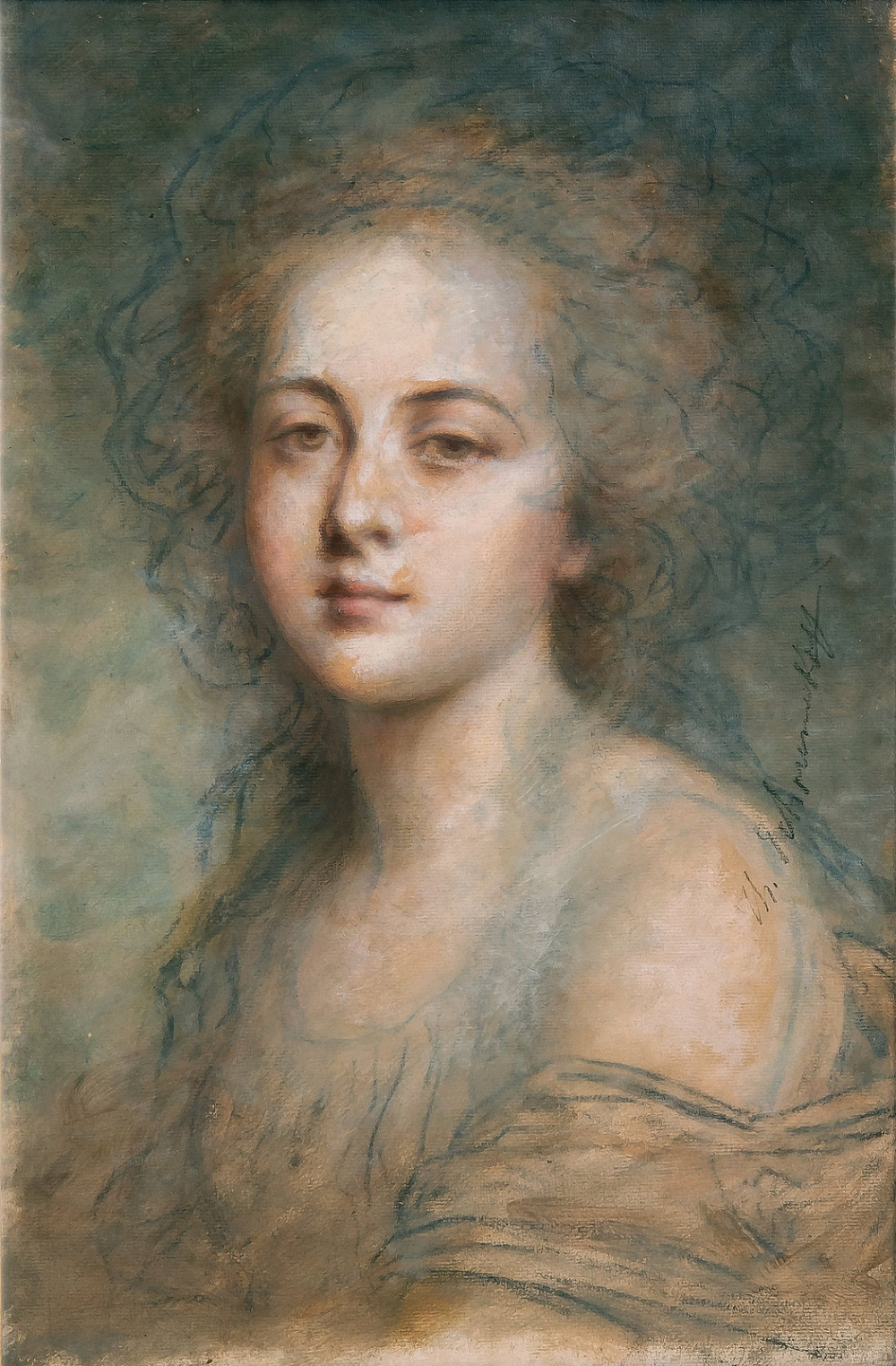
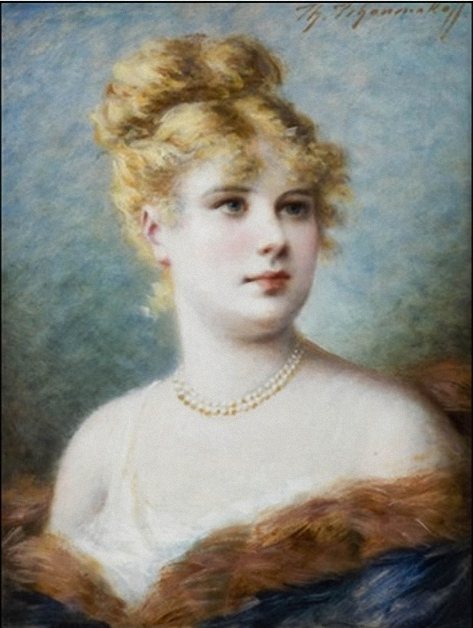
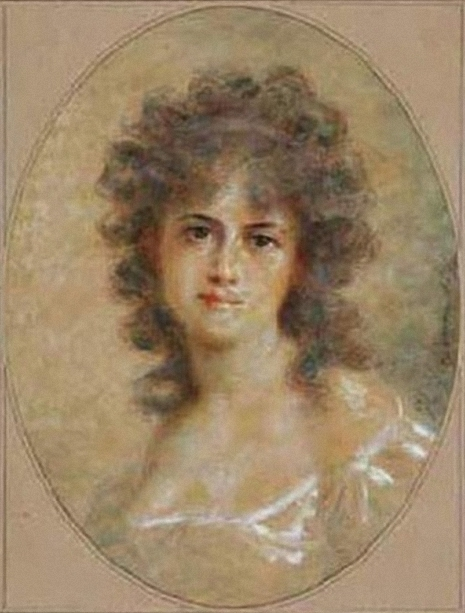
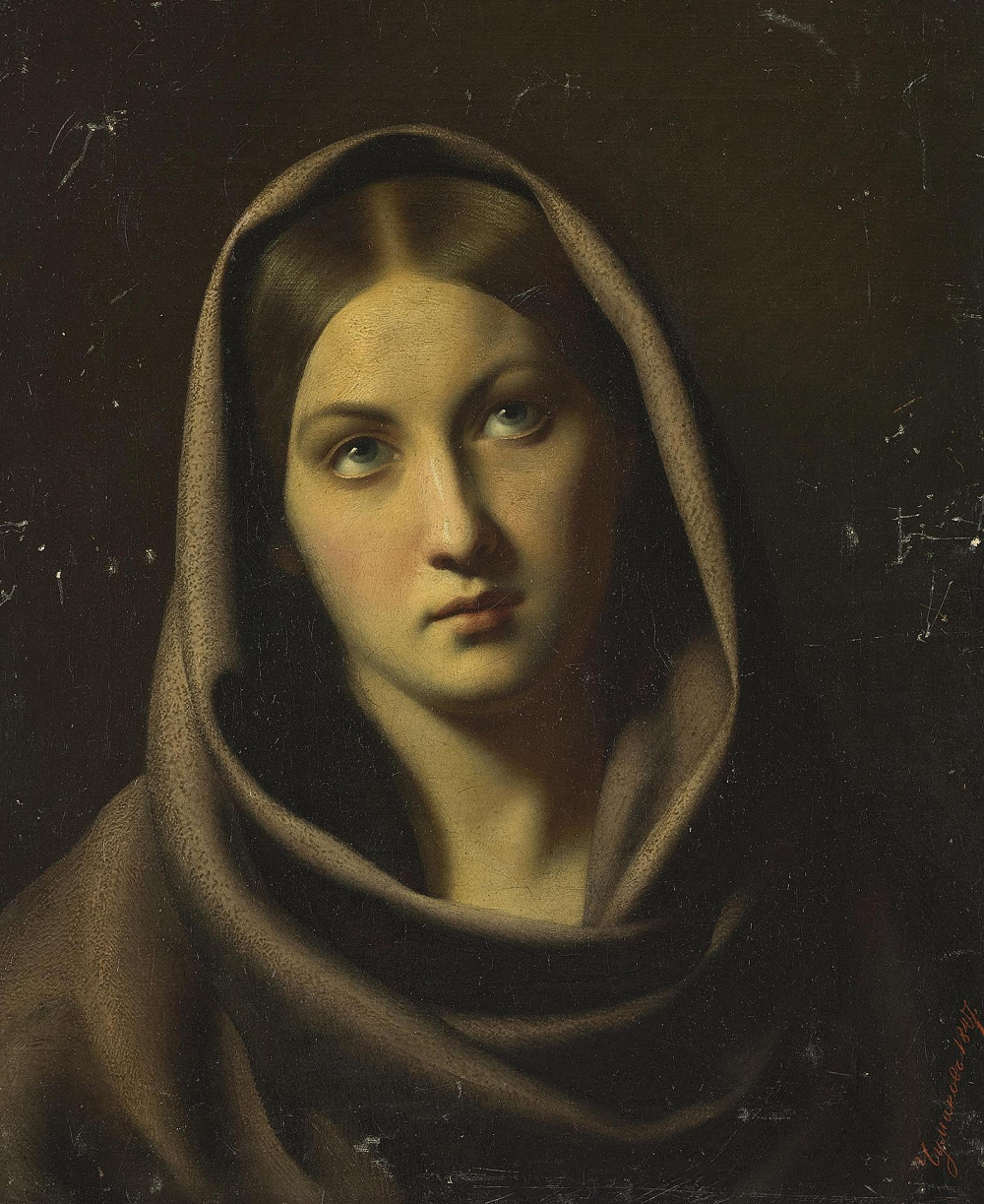
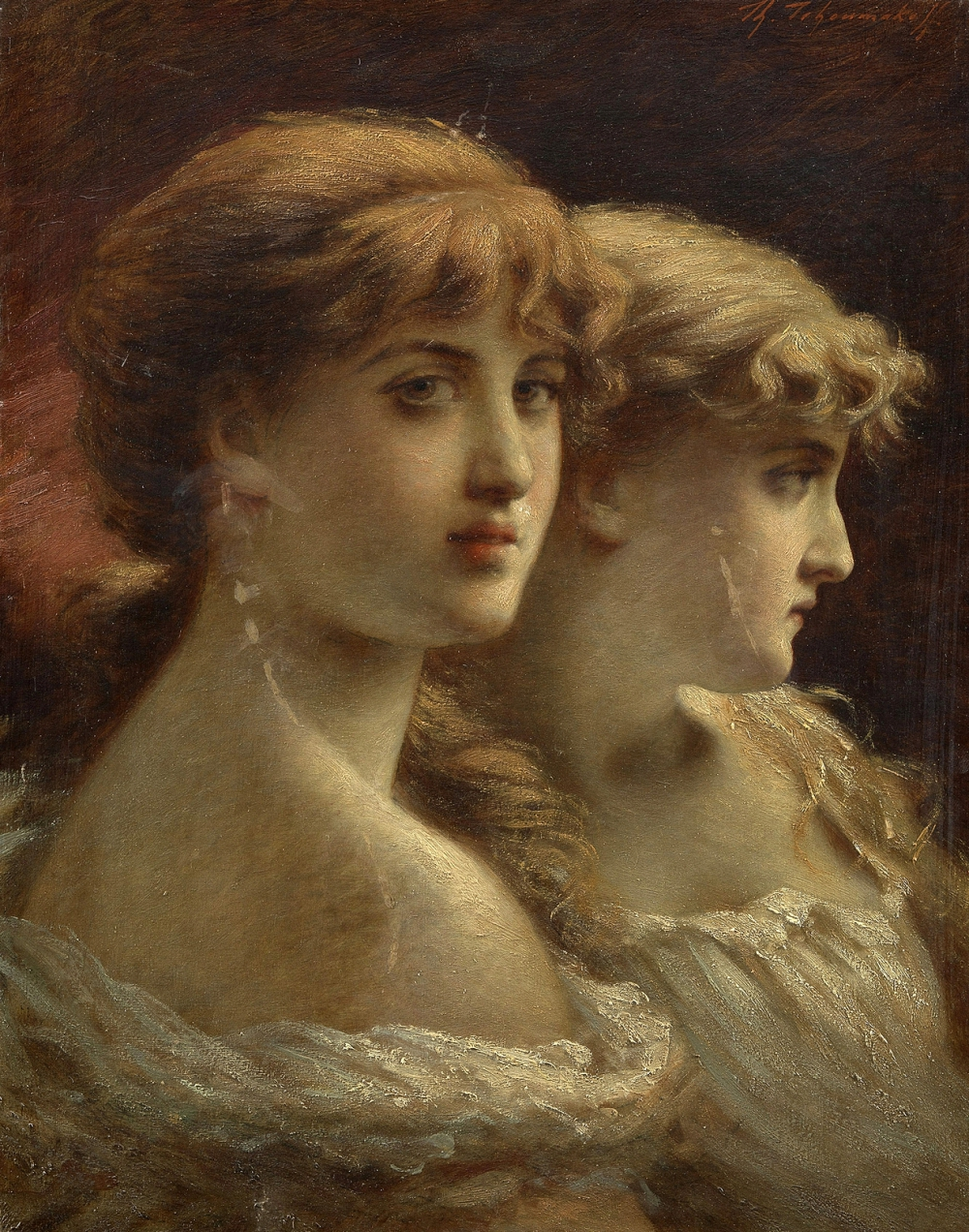
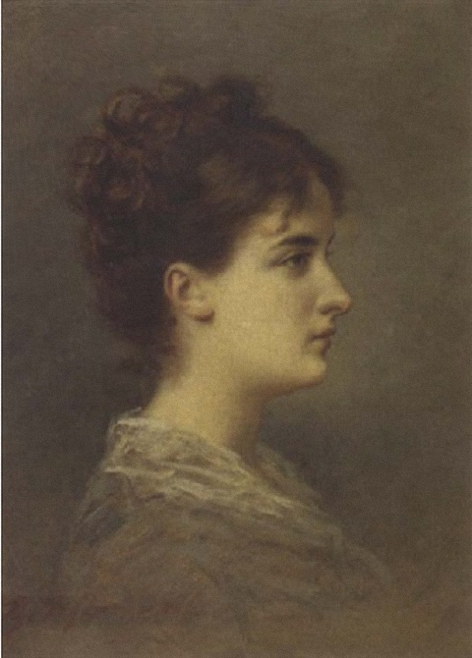
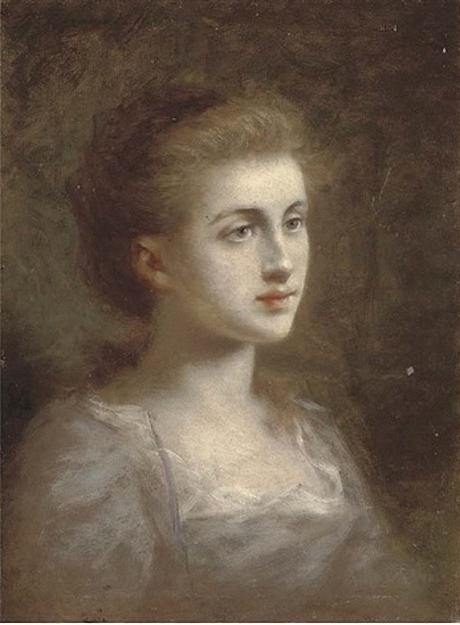
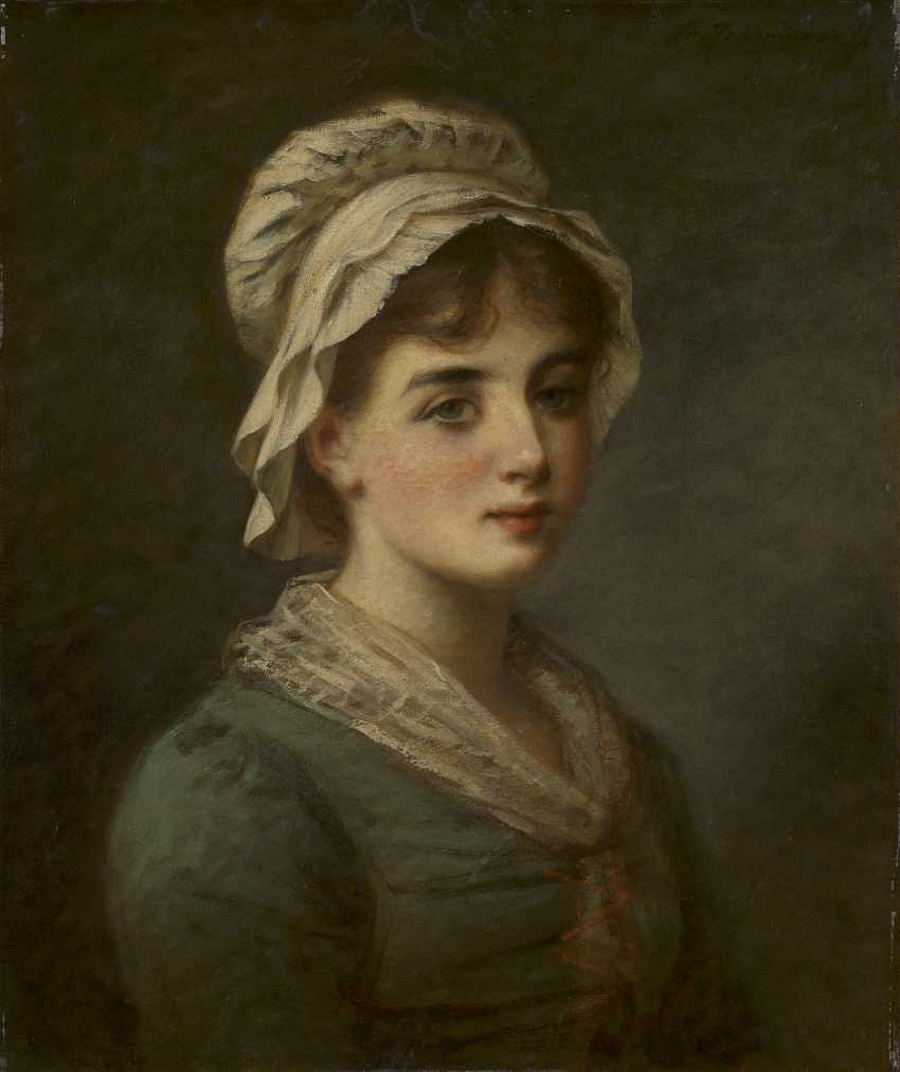
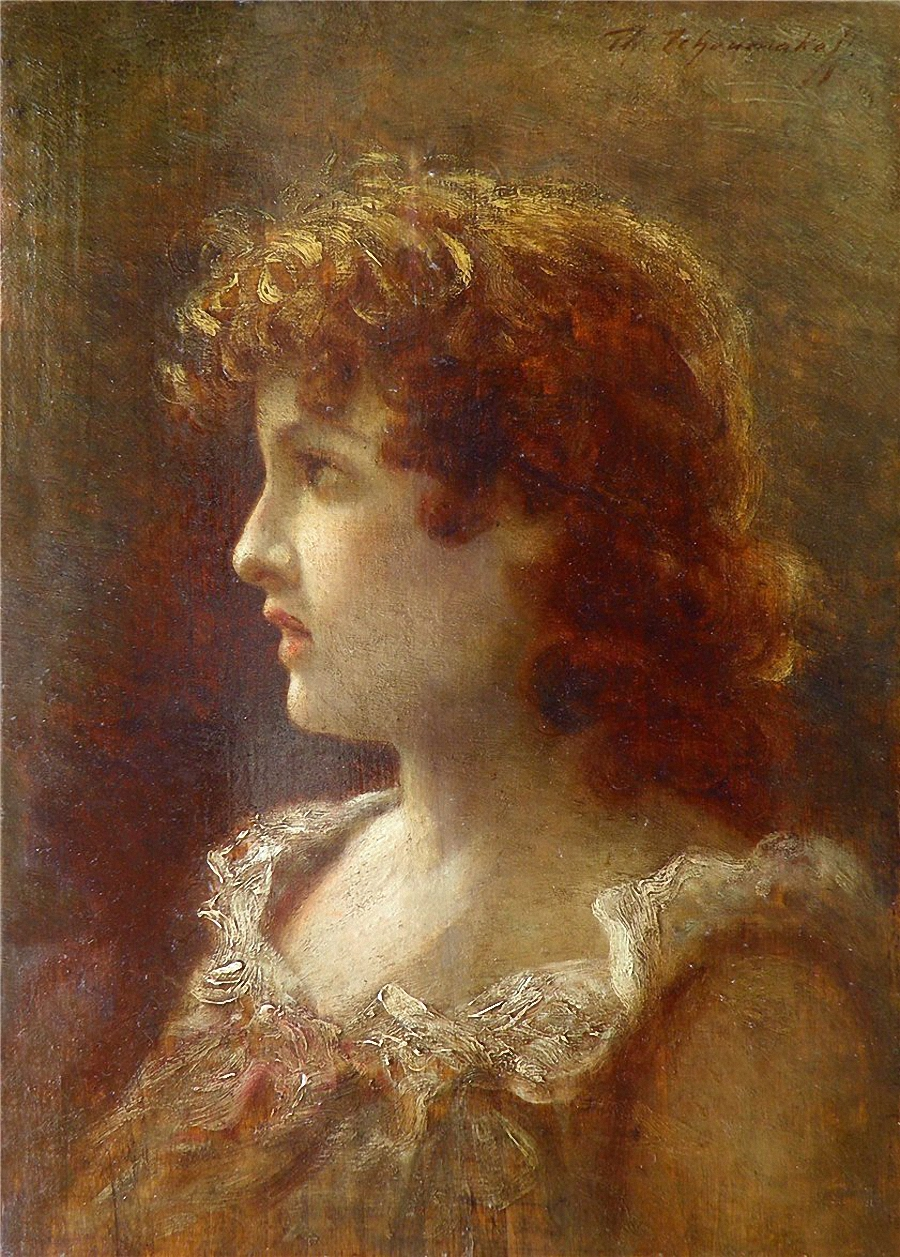
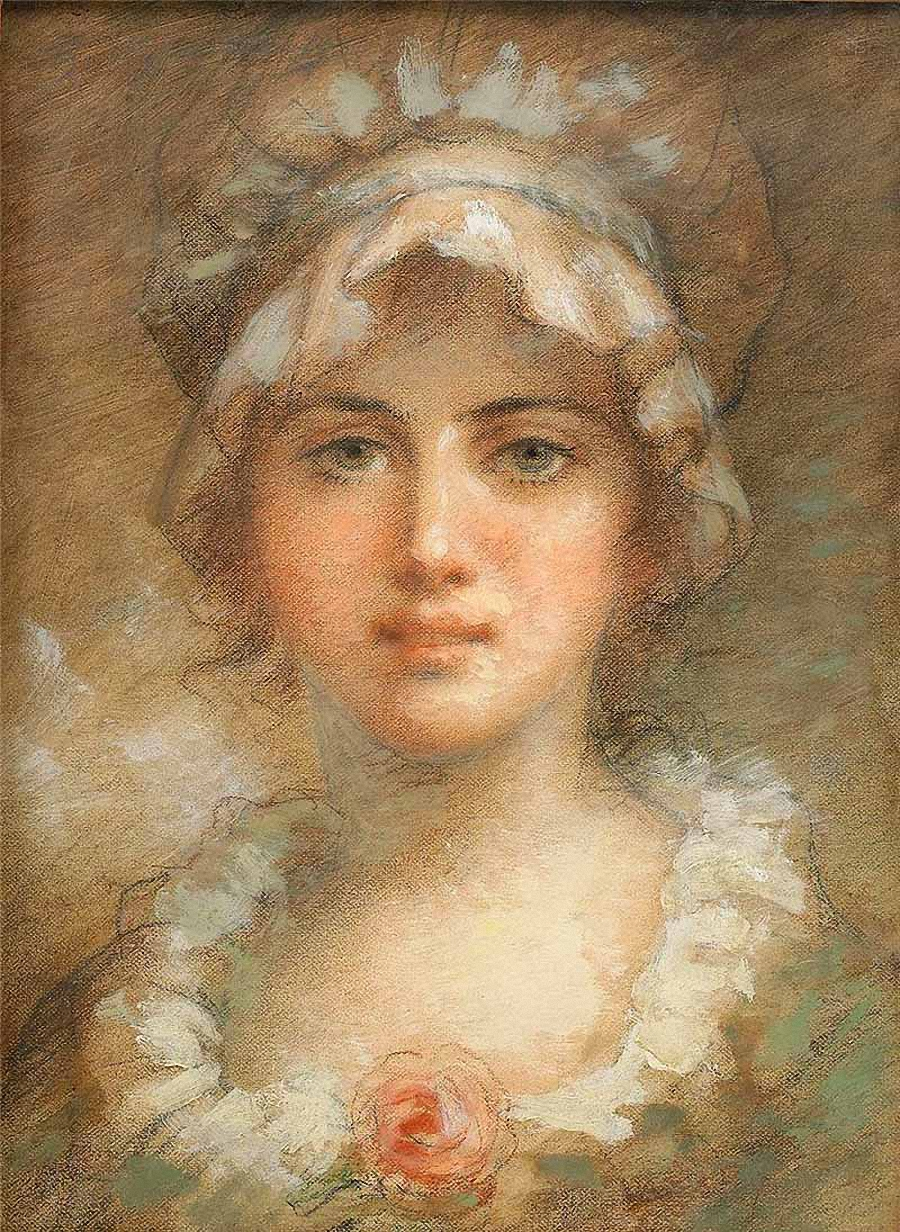
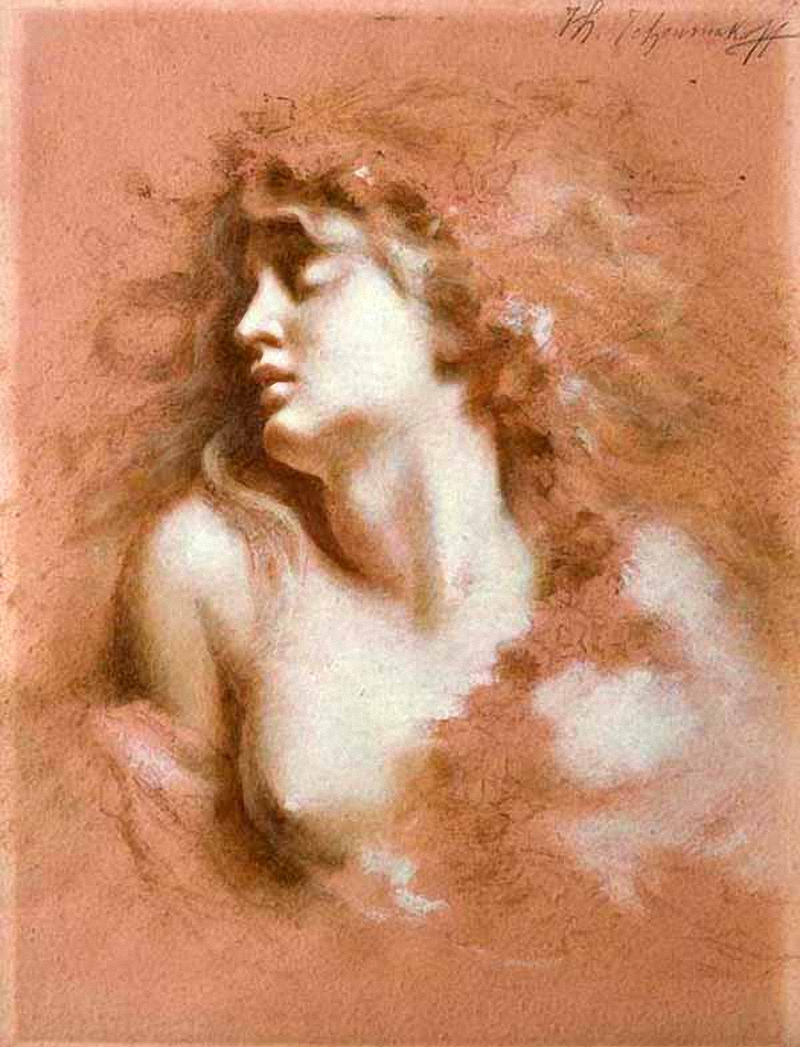
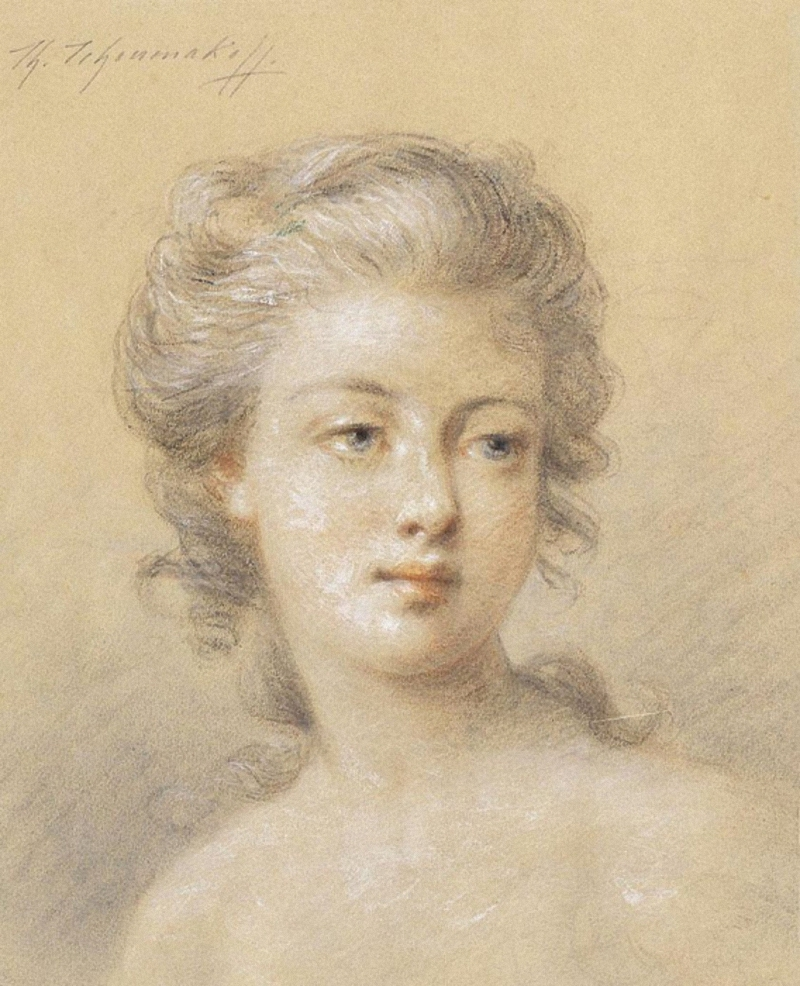
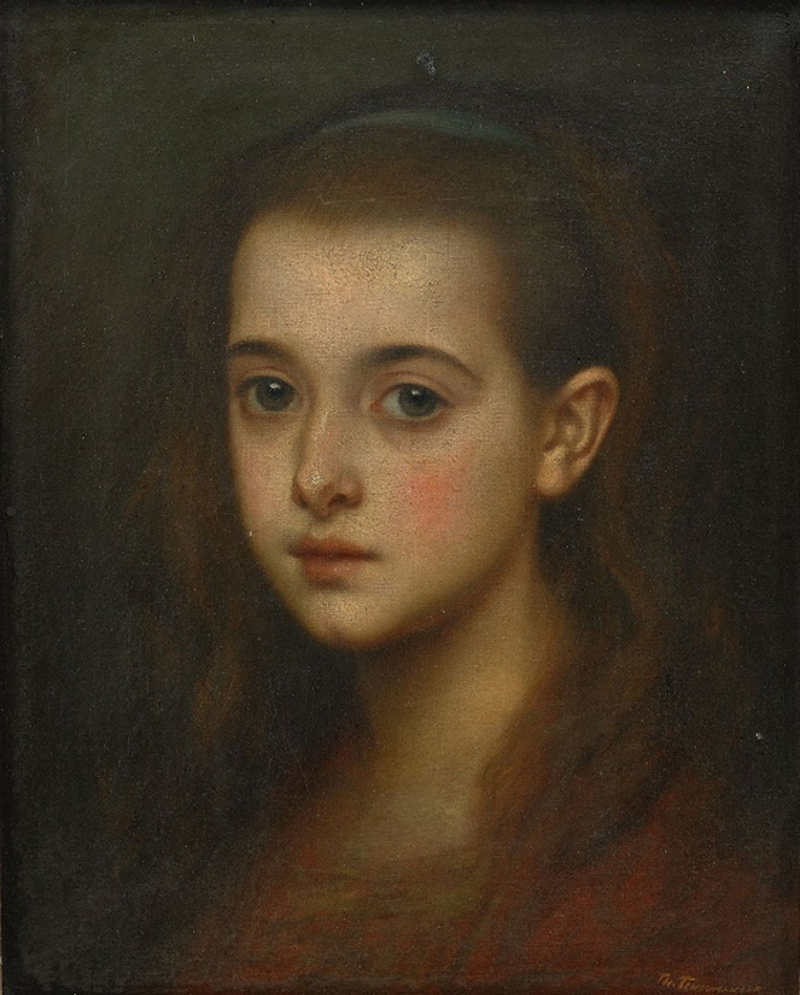
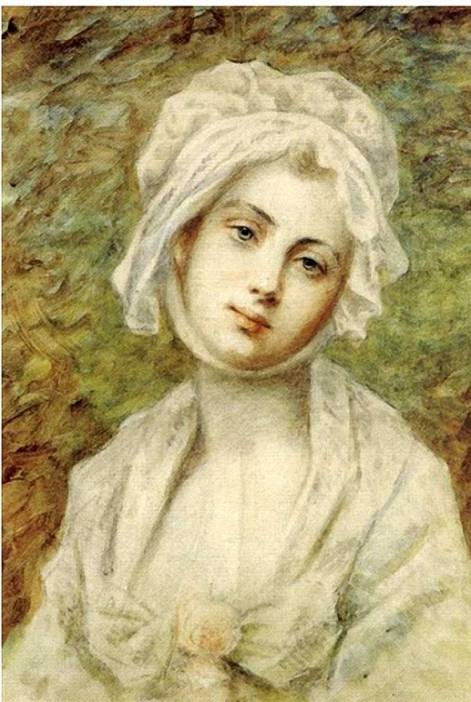
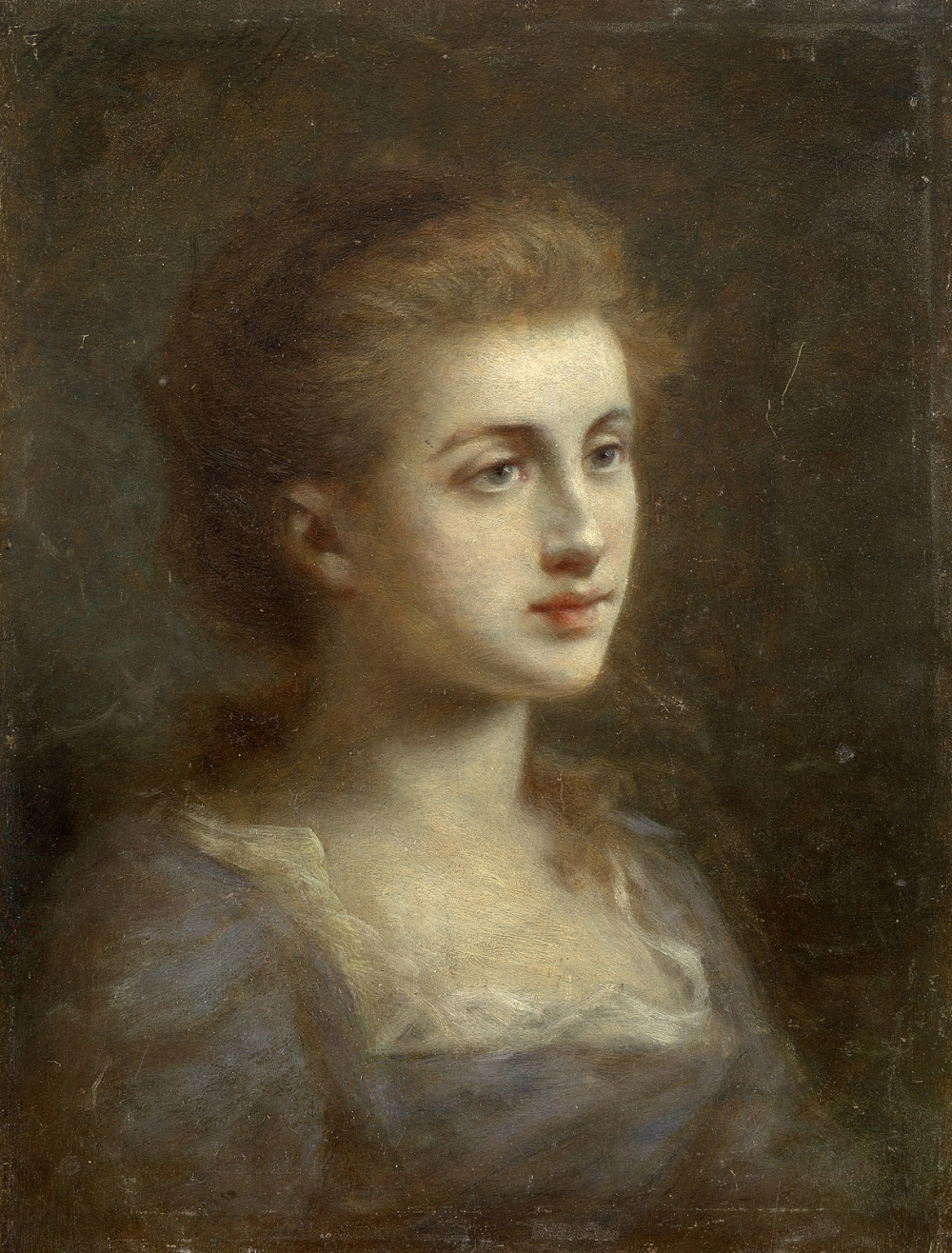
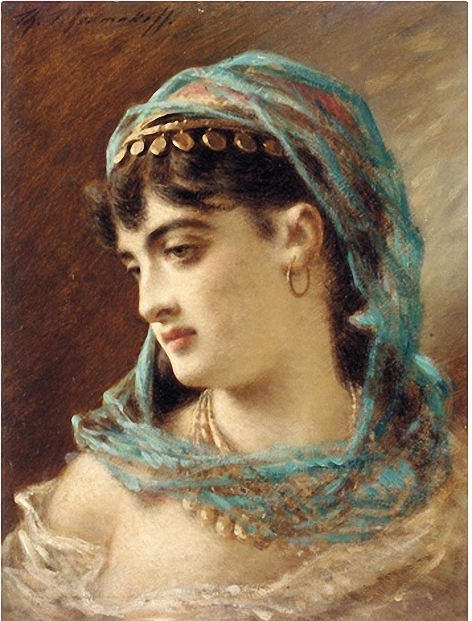
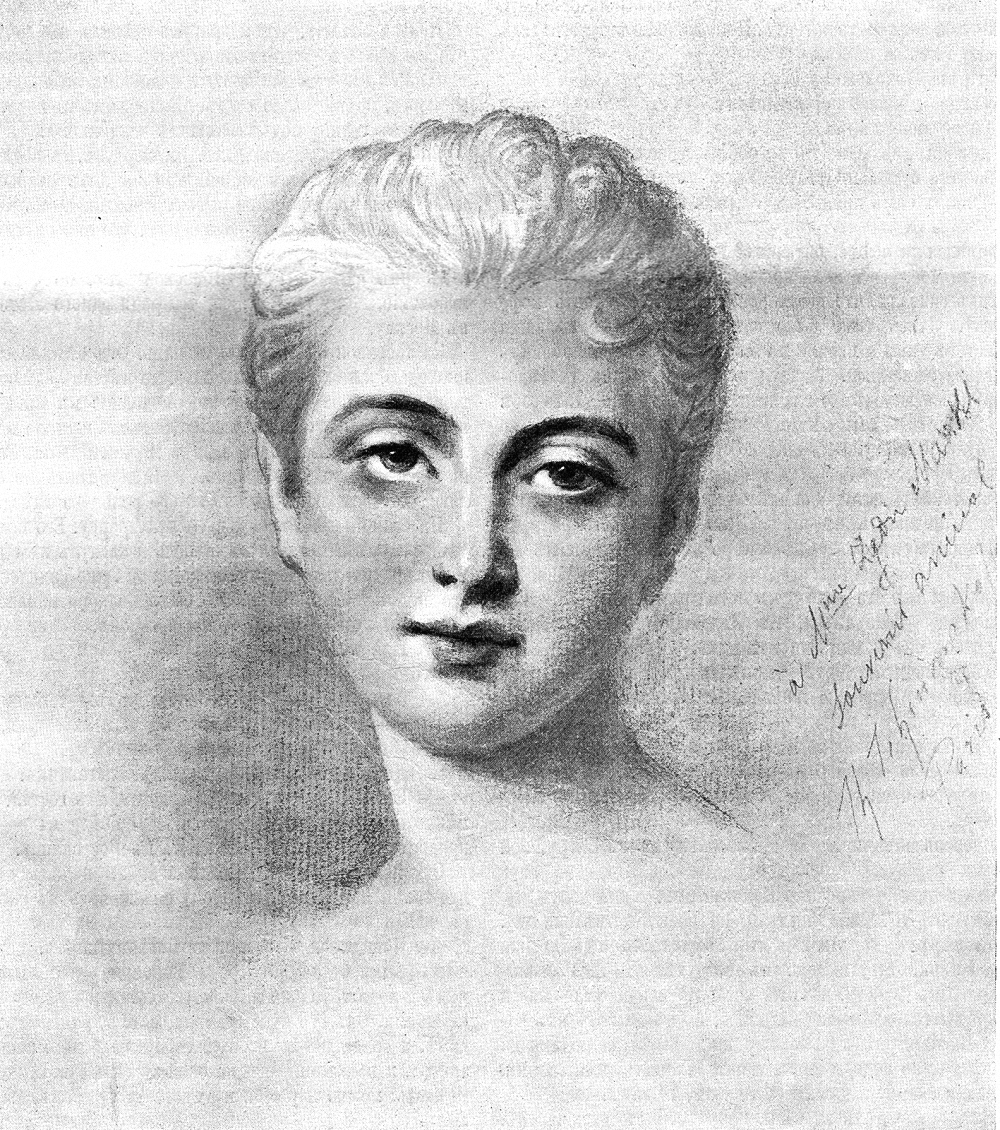
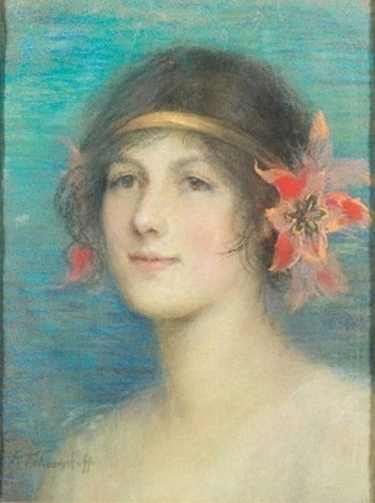
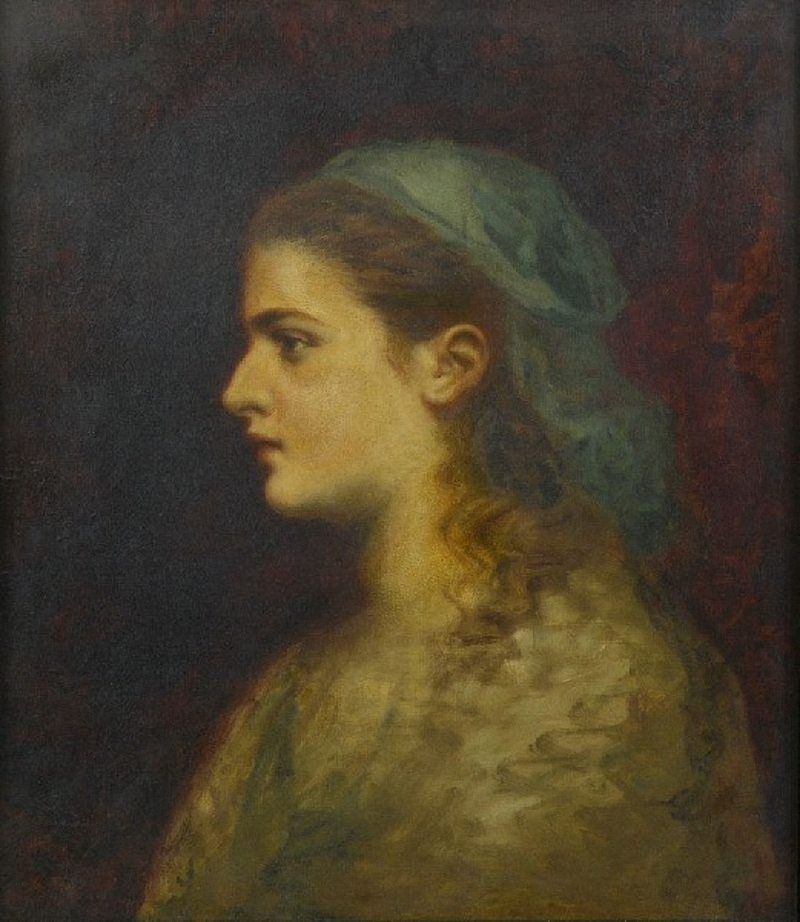
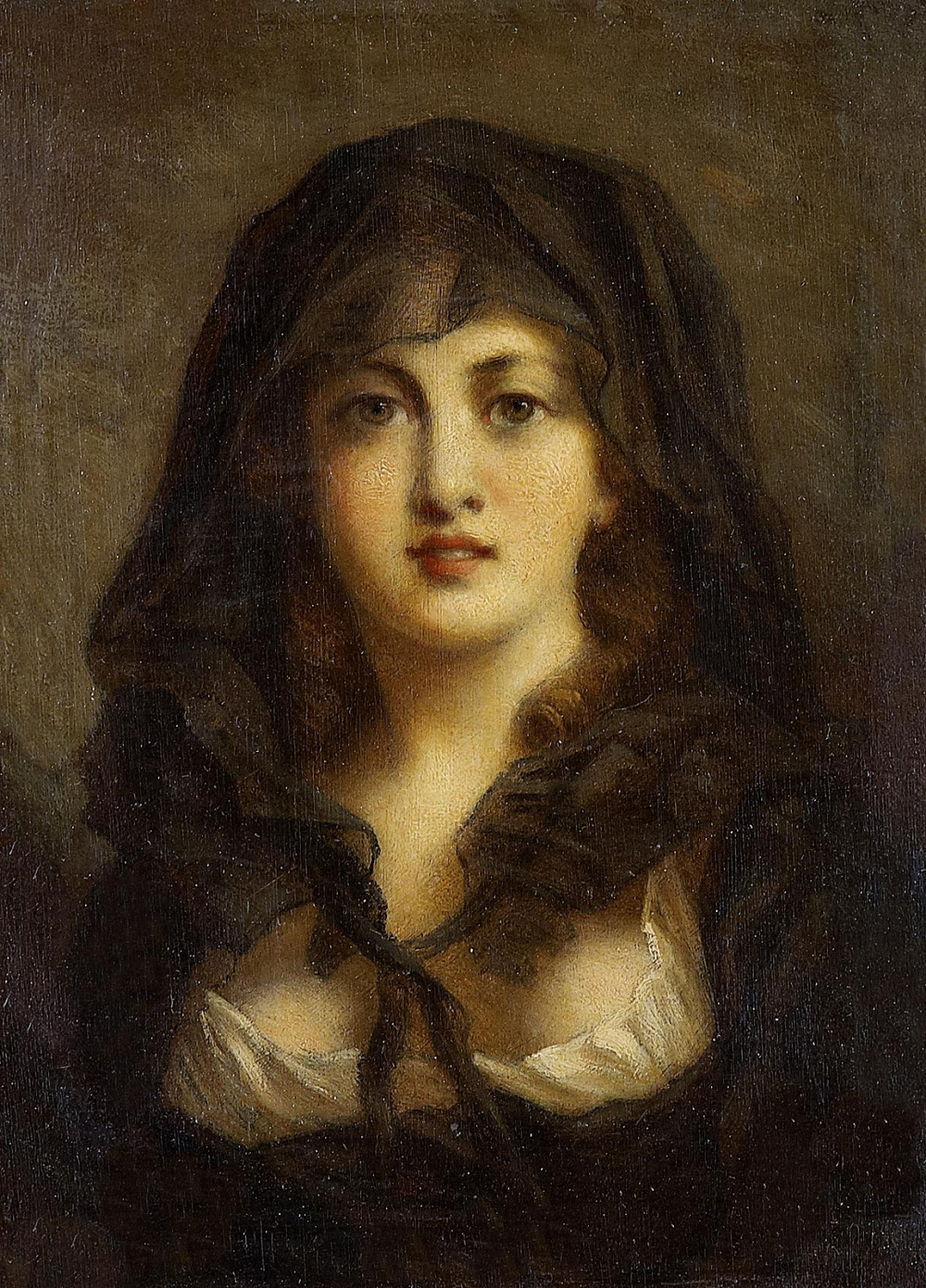
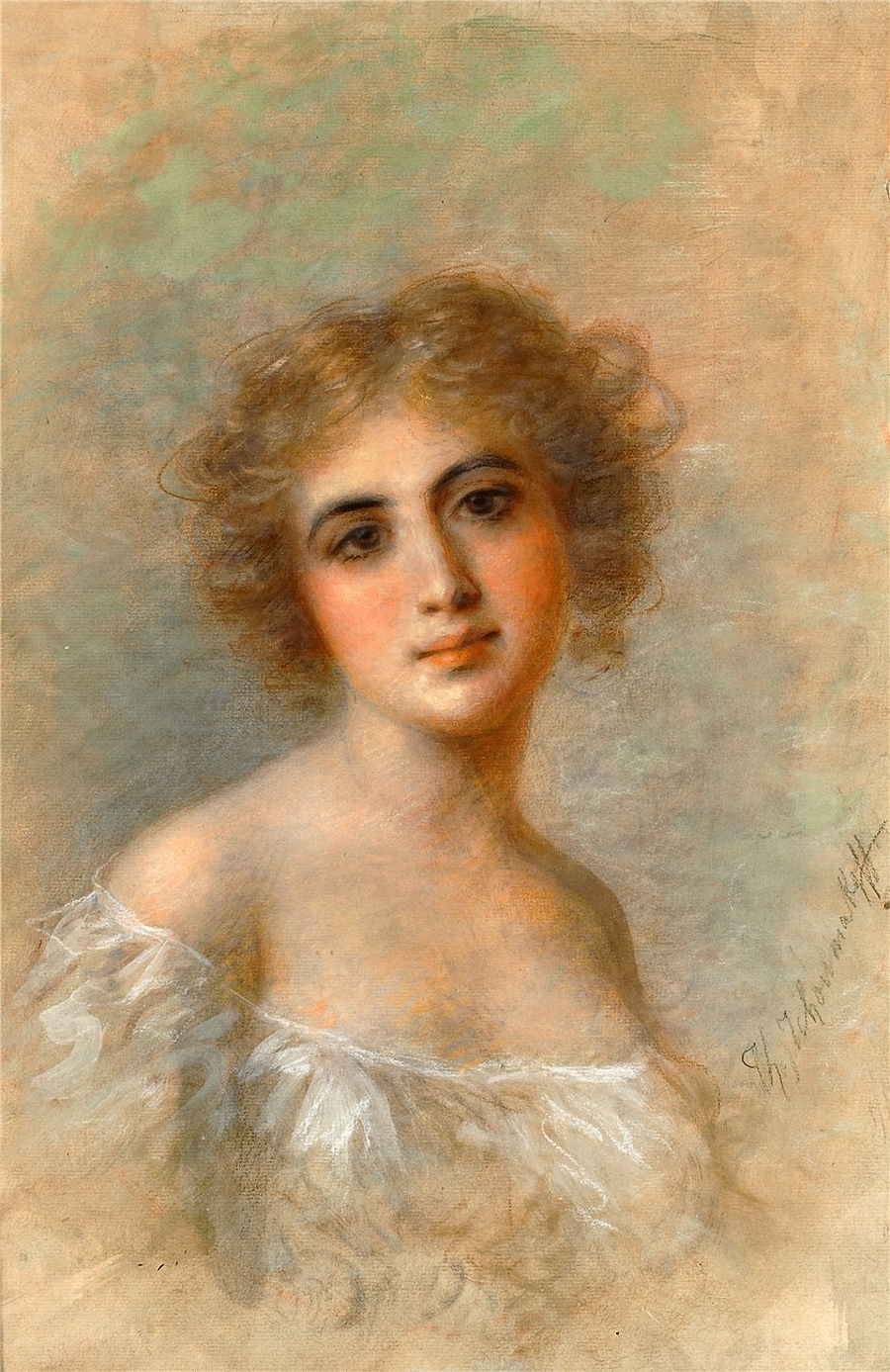